# Нагурний Дмитро Васильович
Дмитро Васильович Нагурний (22 серпня 1946, Москва, СРСР — 16 червня 2019, Київ, Україна) — український живописець, графік, монументаліст, член Національної спілки художників України.

## Життєпис
Народився 22 серпня 1946 року в Києві. Його батько, Василь Васильович Нагурний був художником-самоуком.Закінчив Київський державний художній інститут (1975). У 1964—1968 роках навчався на факультеті книжкової графіки Львівського поліграфічного інституту. У 1969 році вступив до Київського художнього інституту на факультет живопису, звідки через два роки перевівся на факультет монументального живопису в майстерню Тетяни Яблонської. У 1975 році закінчив інститут і став працювати на Київському комбінаті монументально-декоративного мистецтва. З того часу бере участь у виставках.

## Творчість
Працював у галузі живопису, графіки, монументального мистецтва.
У 1986 році здійснив кількамісячне відрядження у Чорнобиль, де створив 32 портрети ліквідаторів та інших осіб.
Член НСХУ (1984). Заслужений художник України (2002). Твори Нагурного знаходяться у колекціях та музеях України, Росії, Італії, Фінляндії, Бельгії, Німеччини.
Високу оцінку творчості Д.Нагурного дав відомий  український мистецтвознавець Дмитро Горбачов:
«Художник складного, «багатообломного профілю» (висловлюючись архітектурною мовою), полістиліст, у свідомості якого водночас працюють два сильно розвинуті струмені: раціонально-дизайнерський пластицизм (так званий американський психологічний комплекс) та одухотворена душевність (Києво-Печерського родоводу, адже Дмитро виростав на печерських горбах, просякнутих і донині містичною поезією іконописця Алімпія). Поєднання таких, здавалося б, полярних якостей в одній особистості, розгойдує маятник уяви, позбавляє психіку спокою, породжує безліч пластичних комбінацій і видозмін. Можна сказати, що його творчий діапазон пролягає між земним і небесним.
Гіперреалізм його виповнений передчуттям злету, схильний до фантастики і сюрреалістичних перетворень і часто-густо (майже безприкладно) озивається ліричними нотами. У той час, як в абстрагованих творах Нагурного духовність ніби уречевлена, має внутрішню архітектоніку, живописну фактуру і цупкість.
Що є постійно величиною у картинах Дмитрових, – це гармонійний пропорційний лад – відповідник тій системі координат, що на ній тримається рівновага Всесвіту.»
Мистецтвознавиця  Ольга Петрова  вважає Д.Нагурного яскравим представником свого покоління:
«Урбаністична «метафізика» Д.Нагурного – іншої природи, ніж мрії Джорджо де Кіріко. Фантазії Д.Нагурного – духовний перегук з підсвідомим, авангардом початку ХХ століття.
Його принциповий еклектизм і полістилізм, народжений від шлюбу футуристичних програм з художнім метафоризмом 70-х – початку 80-х років. Метафорична алегоричність була тоді ширмою для красномовної правди. У оповідно-літературних композиціях Д.Нагурного метафоризм, згущений до рівня багатовекторної інформативної події. У цьому засобі діалогів з відкритим і табуйованим, покоління Дмитра Нагурного являло себе світу.» 

## Персональні виставки
- 1974. Київ, Польське консульство.
- 1979. Київ, Спілка художників.
- 1986. Чорнобиль.
- 1989. Швеція, Замок барона Ріксмана.
- 1991. Швеція, Мальме, Замок Сногехольм-Слотт.
- 1992. Італія, Оспадалетті, Сан-Ремо, галерея «Іль Тарло».
- 1993. Бельгія, Спа, галерея «Азур».
- 1993. Німеччина, Аахен, К-Галлері.
- 1994. Німеччина, Аахен, офіс партії СПД.
- 1995. Німеччина, Аахен, Клініка.
- 1996. Німеччина, Аахен, Сістем Хауз.
- 1996. Київ, Національний художній музей України.
- 1997. Львів, Палац мистецтв.
- 1997. Бельгія, Спа, галерея «Азур».
- 1997. Київ, Національний виставковий центр REX-97.
- 1997. Київ, галерея «Лада».
- 1997. Київ, галерея «Погляд».
- 1998. Київ, галерея «Лада».
- 1998. Німеччина, Аахен, галерея «Себастіан».
- 1998. Київ, галерея «Пектораль».
- 1999. Бельгія, Спа, галерея «Азур».
- 1999. Київ, галерея «Олімп».
- 1999. Київ, галерея «Пектораль».
- 1999. Київ, ресторан «Галерея».
- 1999. Київ, салон «Емпоріум».
- 1999. Німеччина, Аахен, галерея «Глекнер».
- 2000. Німеччина, Майнц, «Піктор Гелері».
- 2000. Київ, галерея «Лада».
- 2000. Бельгія, Верв'є, галерея «Сентер».
- 2006. Київ, Музей «Духовні скарби України».
- 2006. Київ, Спілка художників України.
- 2008. Київ, галерея «Арткапітал».
- 2010. Київ, галерея «Триптих».
- 2012. Київ, галерея «Вернісаж».
- 2014. Київ, галерея «Митець».
- 2016. Київ, галерея «Митець».